# Seconds Out
| 전문가 평가                   | 전문가 평가 |
| 평가 점수                     | 평가 점수   |
| 출처                          | 점수        |
| ----------------------------- | ----------- |
| AllMusic                      | [ 1 ]       |
| Rolling Stone                 | (average)   |
| The Rolling Stone Album Guide | [ 3 ]       |
| Sounds                        | 5/별        |

《Seconds Out》은 영국의 프로그레시브 록 밴드 제네시스의 두 번째 라이브 음반이다. 이 음반은 1977년 10월 14일, 카리스마 레코드에서 더블 음반으로 발매되었으며, 그가 떠나기 전 기타리스트 스티브 해킷이 피처링한 마지막 음반이었다. 대다수는 1977년 6월, 프랑스 파리의 팰리스 데 스포츠에서 Wind & Wuthering Tour 동안 기록되었다. 한 곡인 〈The Cinema Show〉는 그들의 A Trick of the Tail Tour 동안 파리의 파비용 극장에서 녹음되었다.
《Seconds Out》은 발매와 동시에 평균 긍정적인 평가를 받았고, 영국에서 4위, 미국에서 47위에 올랐다. 이 음반의 발매는 음반의 믹싱 단계에서 그룹을 떠난 기타리스트 스티브 해킷이 떠난 것과 동시에 이루어졌고, 따라서 제네시스는 이때까지 《...And Then There Were Three...》을 녹음한 키보디스트 토니 뱅크스, 기타리스트 겸 베이시스트 마이크 러더퍼드, 드러머 겸 가수 필 콜린스의 핵심 트리오로 전락했다. 《Seconds Out》은 1994년과 2009년에 CD로 재발매되었으며, 후자는 《Genesis Live 1973–2007》 박스 세트의 일부이다.

## 배경
1977년 7월, 리드 싱어이자 드러머 필 콜린스, 키보디스트 토니 뱅크스, 베이시스트 마이크 러더퍼드, 기타리스트 스티브 해킷, 투어 드러머 체스터 톰슨의 제네시스 라인업은 《Wind & Wuthering》 (1976년)을 지원하는 7개월간의 투어를 마쳤다. 그들의 다음 단계로, 그 그룹은 1977년 투어에서 공식 발매를 위한 라이브 음반을 선택하는 과정을 시작했고, 첫 번째 라이브 음반이 《Genesis Live》 (1973년)가 되었다.
《Seconds Out》은 1977년 6월 11일부터 14일까지 파리의 팰리스 데 스포츠에서 있었던 밴드의 네 번의 데이트에서 대부분 편집되었다. 그 쇼들은 프랑스 라디오 방송국 RTL에 의해 부분적으로 녹화되고 방송되었다. 1976년 6월 23일, 파리의 파비용 극장에서 〈The Cinema Show〉라는 곡이 녹음되었는데, 이 곡은 1976년 《A Trick of the Tail》를 지원하는 투어 중이었다. 이것은 빌 브루포드가 드럼을 연주하는 것을 특징으로 한다. 〈I Know What I Like〉는 1953년 곡 〈I Love Paris〉의 일부를 포함하고 있다.
이 음반의 크레딧에는 각 곡에서 어떤 드러머가 연주하고 있는지에 대한 세부 정보가 포함되어 있다. 이러한 크레딧과 혼합된 노트는 "강도 폭행 & 배터리 키보드 솔로 필"과 "시네마 쇼 빌 브루포드, 필 키보드 솔로"이다. 이것은 콜린스가 키보드를 연주한 것이 아니라, 콜린스가 (톰슨이나 브루포드와 함께) 드럼 키트를 연주했다는 것을 의미하는 것으로 읽혀져야 한다.

### 해킷의 출발
1977년 10월 8일, 《Seconds Out》이 언론에 발표되었을 때, 이 소식은 해킷이 제네시스를 떠난 것과 동시에 일어났다. 그는 음반의 컷이 선택되고 혼합되는 동안 두 달 전에 그룹에 그의 결정을 발표했다. 콜린스는 스튜디오로 가는 동안 거리에서 해킷을 발견한 것을 기억하고 그에게 리프트를 제공하였으나 해킷은 거절하였다. 콜린스는 뱅크스와 러더퍼드로부터 해킷이 그만두었다는 것을 알게 되었다. 해킷은 후에 만약 자신이 차에 탔다면 콜린스가 그를 재고하게 만드는 단 하나의 사람이 되었을 것이라고 말하였다.
1990년 다큐멘터리 비디오 《Genesis – A History》에서 뱅크스는 결과적으로 해킷이 《Seconds Out》에 섞여 있었다고 농담을 던졌다. 해킷의 기타는 들을 수 있지만, 1977년 투어의 이전 음반이나 거친 사운드보드 믹스 해적판의 볼륨은 부족하다.

## 발매
《Seconds Out》은 1977년 10월 14일에 발매되었다. 카리스마 레코드는 이 음반을 위한 광범위한 홍보 캠페인을 조직했는데, 신문, 윈도우 디스플레이, 컬러 포스터, 전국 라디오 광고에 더블 페이지 스프레드를 포함했다. 미국에서는 애틀랜틱 레코드에 의해 음반이 발매되었다. 그것은 영국 음반 차트에서 4위, 미국 빌보드 200에서 47위로 정점을 찍었다.

## 곡 목록
모든 곡들은 특별한 언급이 없는 한 토니 뱅크스, 필 콜린스, 피터 가브리엘, 스티브 해킷 그리고 마이크 러더퍼드가 작사/작곡하였다.
| #  | 제목                             | 작사·작곡        | 재생 시간 |
| -- | -------------------------------- | ---------------- | --------- |
| 1. | 〈Squonk〉                       | 러더퍼드, 뱅크스 | 6:41      |
| 2. | 〈The Carpet Crawlers〉          |                  | 5:21      |
| 3. | 〈Robbery, Assault and Battery〉 | 뱅크스, 콜린스   | 6:02      |
| 4. | 〈Afterglow〉                    | 뱅크스           | 4:26      |

| #  | 제목                                      | 재생 시간 |
| -- | ----------------------------------------- | --------- |
| 1. | 〈Firth of Fifth〉                        | 8:56      |
| 2. | 〈I Know What I Like (In Your Wardrobe)〉 | 8:45      |
| 3. | 〈The Lamb Lies Down on Broadway〉        | 4:59      |
| 4. | 〈The Musical Box〉                       | 3:21      |

| #  | 제목 | 재생 시간 |
| -- | --- | --------- |
| 1. | 〈Supper's Ready i. Lover's Leap ii. The Guaranteed Eternal Sanctuary Man iii. Ikhnaton and Itsacon and Their Band of Merry Men iv. How Dare I Be So Beautiful? v. Willow Farm vi. Apocalypse in 9/8 (Co-Starring the Delicious Talents of Gabble Ratchet) vii. As Sure as Eggs Is Eggs (Aching Men's Feet)〉 | 24:41     |

| #  | 제목                   | 작사·작곡                      | 재생 시간 |
| -- | ---------------------- | ------------------------------ | --------- |
| 1. | 〈The Cinema Show〉    |                                | 10:59     |
| 2. | 〈Dance on a Volcano〉 | 해킷, 러더퍼드, 뱅크스, 콜린스 | 5:09      |
| 3. | 〈Los Endos (기악)〉   | 해킷, 러더퍼드, 뱅크스, 콜린스 | 6:20      |

## 인증
| 국가                                                  | 인증 | 판매량/출하량 |
| ----------------------------------------------------- | ---- | ------------- |
| 독일 (BVMI)                                           | 골드 | 250,000^      |
| 프랑스 (SNEP)                                         | 골드 | 100,000*      |
| 영국 (BPI)                                            | 골드 | 100,000^      |
| *판매량을 기반으로 한 인증 ^출하량을 기반으로 한 인증 |      |               |